# جراحة مجسمة
 الجراحة المجسمة هي نظام ثلاثي الابعاد يوفر الحد الأدني من التدخل الجراحي، حيث يستخدم احداثيات النظام ثلاثي الأبعاد لتحديد موضع الأهداف الصغيرة داخل الجسم وإجراء بعض الإجراءات مثل الإجتثاث، وخزعة، والحقن، وبعض الجراحات الإشعاعية، الخ.
من الناحية النظرية، أي جهاز داخل الجسم يمكن أن يخضع لعملية جراحية مجسمة. ومع ذلك، فإن الصعوبات في إنشاء إطار مرجعي يمكن الاعتماد عليه مثل العظام والتي تحمل علاقة مكانية ثابتة مع الأنسجة الرخوة، وهذا يعني أن تطبيقاتها كانت ولا زالت وحتى وقت قريب تقتصر على جراحة المخ. إلى جانب الدماغ، يتم إجراء خزعة وجراحة علي الثدي بشكل روتيني لتحديد موقع الورم، وأخذ عينة (خزعة) وإزالة الأنسجة. يمكن أيضا استخدام صور الأشعة السينية العادية (التصوير الشعاعي)، والتصوير المقطعي، وتصوير بالرنين المغناطيسي.

## تاريخها
تم تطوير الأسلوب المجسم لأول مرة في عام 1908 في مستشفى جامعة لندن من قبل اثنين من العلماء البريطانيين، السير فيكتور هورسلي، الطبيب وجراح أعصاب، وروبرت كلارك، عالم الفيزيولوجي. (جهاز هورسلي-كلارك) الذي طوراه تم استخدامه تجريباً علي الحيوانات وتم تنفيذ الديكارتية (محور ثلاثي متعامد). وضعت تصاميم محسنة من الجهاز الأصلي ودخلت حيز الاستخدام في ثلاثينات القرن الماضي لتجارب الحيوانات ولا تزال تستخدم على نطاق واسع اليوم في جميع المختبرات.
كان استخدام جهاز هورسلي كلارك للأدمغة البشرية صعبا بسبب عدم القدرة على تصور التفاصيل التشريحية داخل الجمجمة عبر التصوير الشعاعي. ومع ذلك، فإن التصوير الشعاعي المتناقض للدماغ (تصوير الرئة والبطين الدماغي) يسمح برؤية النقاط المرجعية والمعالم التشريحية داخل الجمجمة.

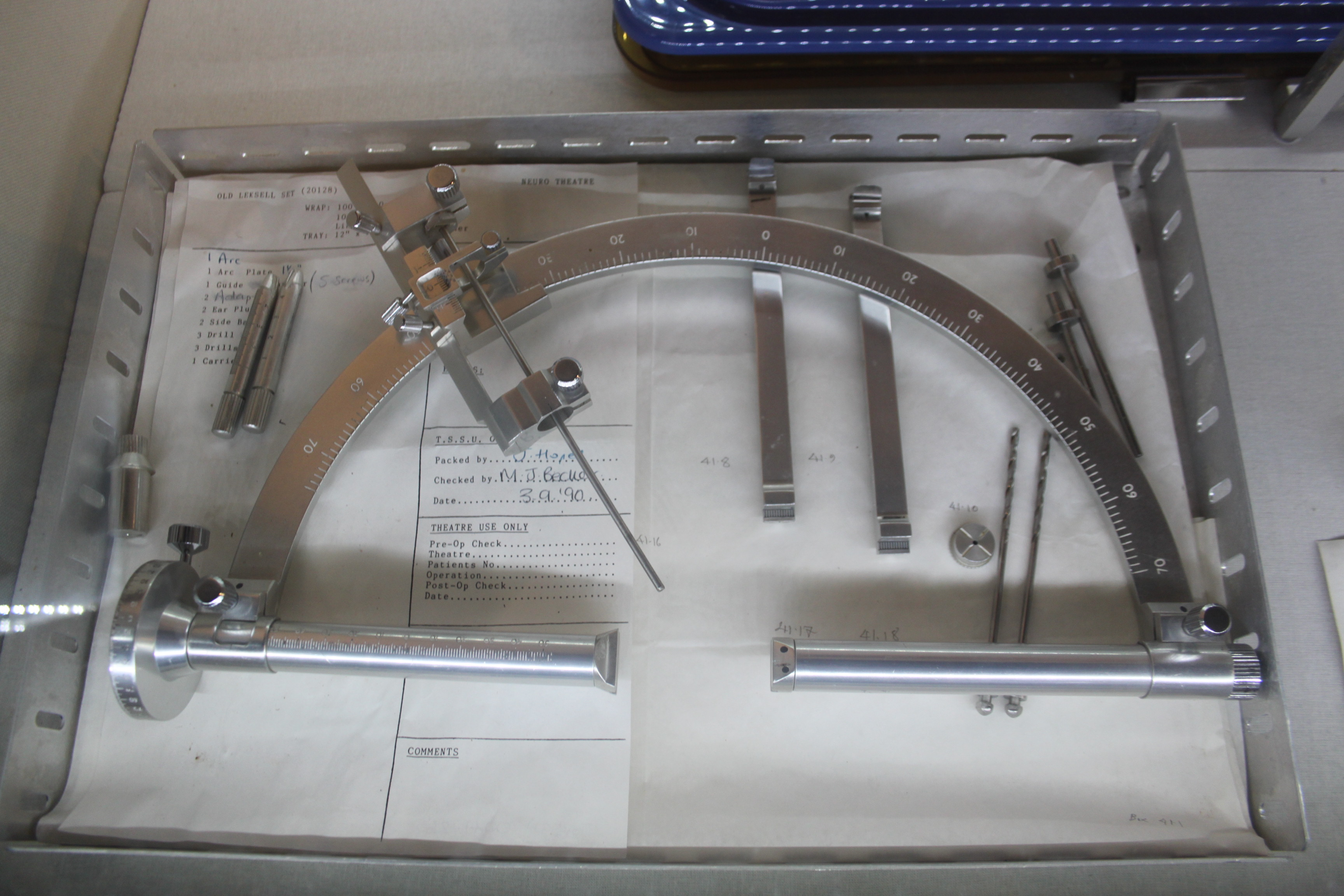

## التقنية
الجراحة المجسمة تعمل على أساس ثلاثة مكونات رئيسية هي:
- نظام تخطيط المجسم، بما في ذلك أطلس، وأدوات لمطابقة الصور متعددة الوسائط، وآلة حاسبة للتنسيق، وما إلى ذلك.
- جهاز مجسم
- تقنية لتحديد المكان بصورة ثلاثية الأبعاد

## العلاج

### الجراحة الإشعاعية المجسمة

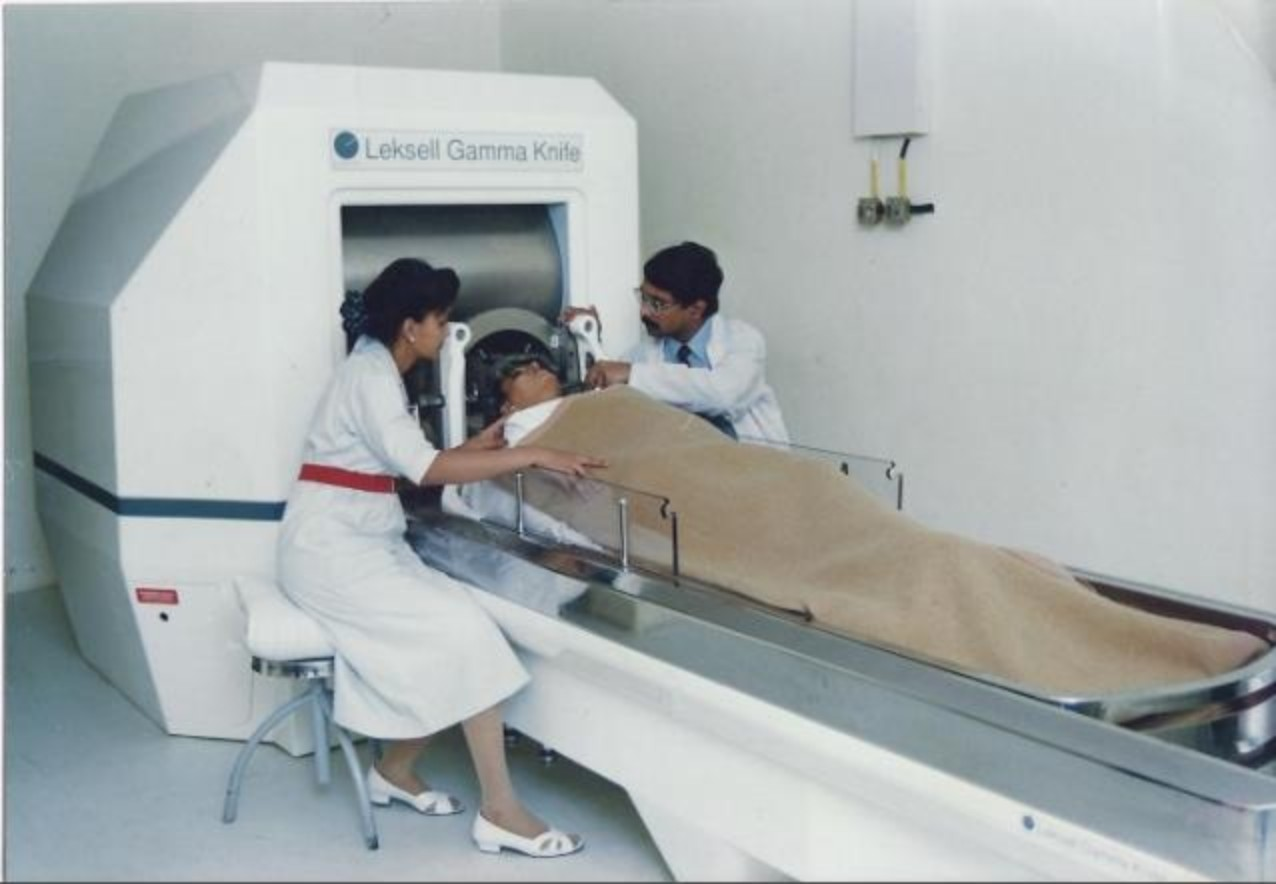
طبيب يقوم بجراحة إشعاعية مستخدمًا سكين جاما.

تعتمد الجراحة الإشعاعية المجسمة على تدمير إشعاع مؤين مولد خارج الجسم لأهداف محددة في الرأس أو النخاع الشوكي دون الحاجة إلى إجراء شق حقيقي. يتطلب هذا المفهوم تطبيق جرعات متدرجة المدى لتقليل إصابة الأنسجة الطبيعية المجاورة مع الحفاظ على فعالية العلاج في الأنسجة المستهدفة. نتيجة لهذا التعريف، يجب أن تتوافق دقة العلاج الإجمالية مع الهوامش العلاجية الموضوعة أو تتفوق عليها، وتقدر تلك الهوامش بنحو 1-2 مليمتر. لاستخدام هذه الطريقة على النحو الأمثل ولعلاج المرضى بأعلى قدر ممكن من الدقة، يجب تحسين جميع الأخطاء الممكنة بشكل منهجي، بدءًا من طريقة التصوير والخطة العلاجية وصولًا إلى الجوانب الميكانيكية للعلاج كالحركة أثناء العملية. يجري العملية فريق متعدد التخصصات لضمان جودة رعاية المريض. يتكون الفريق من طبيب أورام متخصص بالعلاج الشعاعي واختصاصي فيزياء طبية ومعالج شعاعي. توفر أجهزة جاما نايف وسايبر نايف ونوفاليس البرامج المخصصة للجراحة الإشعاعية المجسمة.
توفر الجراحة الإشعاعية المجسمة بديل فعال وآمن، وبأقل قدر من التدخل الجراحي للمرضى المصابين بأورام خبيثة أو حميدة أو وظيفية في الدماغ والنخاع الشوكي -كالأورام الأولية والنقائل. تعتبر الجراحة الإشعاعية المجسمة خيار جيد لعلاج معظم النقائل والأورام السحائية والأورام الشفانية وأورام الغدة النخامية والتشوهات الشريانية الوريدية وألم العصب ثلاثي التوائم بالإضافة لاضطرابات أخرى.
يختلف هدف الجراحة الإشعاعية المجسمة عن هدف العلاج الإشعاعي المجزأ اختلافًا جوهريًا، بصرف النظر عن التشابه بين مفهومي هذين المنهجين وإحرازهما نتائج متطابقة في بعض الحالات. تعتمد الجراحة الإشعاعية المجسمة على تدمير الأنسجة المستهدفة مع الحفاظ على سلامة الأنسجة الطبيعية المجاورة، بينما يعتمد العلاج الإشعاعي المجزأ على اختلاف حساسية الأنسجة المستهدفة والأنسجة الطبيعية المحيطة لإجمالي جرعة الأشعة المتراكمة. تطور مجال العلاج الإشعاعي المجزأ من المفهوم الأساسي للجراحة الإشعاعية المجسمة بعد اكتشاف مبادئ البيولوجيا الإشعاعية: الإصلاح وإعادة التشكيل وإعادة التكاثر وإعادة الأكسجة. تعتبر الطريقتان في الوقت الحالي علاجين متكاملين؛ فقد تستجيب الأورام المقاومة للعلاج الإشعاعي المجزأ بشكل جيد للجراحة الإشعاعية، بينما تكون الأورام الكبيرة جدًا أو القريبة جدًا من الأعضاء الحيوية مرشحة للعلاج الإشعاعي المجزأ.
تطورت طريقة أخرى أكثر حداثة بالاعتماد على المفهوم الأصلي للجراحة الإشعاعية المجسمة؛ بحيث تستهدف مناطق خارج الجمجمة كالرئة والكبد والبنكرياس والبروستات. سميت الطريقة الجديدة باسم العلاج الإشعاعي التجسيمي، وهي تواجه عقبات تتعلق بمجالات الحركة المتنوعة، بالإضافة إلى مشاكل تثبيت المريض وحركته؛ فقد تتحرك الآفات خارج الجمجمة باختلاف وضعية المريض بسبب حركات التنفس وامتلاء المثانة والمستقيم. تتشابه الجراحة المجسمة والعلاج الإشعاعي التجسيمي من حيث المفهوم؛ إذ يستهدف الأخير منطقة محددة أيضًا، ولكنها خارج الجمجمة. تتطلب حركة الأنسجة المستهدفة اختيار هوامش علاجية أكبر؛ إذ لا تسمح لنا حركة المريض بتحديد مكان الأنسجة المستهدفة بدقة. يعني ما سبق تعرض مقدار أكبر من الأنسجة الطبيعية لجرعات عالية من الإشعاع، وهذا قد يؤدي إلى زيادة الآثار الجانبية للعلاج. لهذا السبب، يعطى العلاج الإشعاعي التجسيمي بشكل مجزأ ومحدود ليمزج بذلك مفهوم الجراحة الإشعاعية المجسمة مع فوائد العلاج الإشعاعي المجزأ. تتوفر تقنيات متقدمة موجهة بالصور لمراقبة حركة الأنسجة المستهدفة وتصحيح المجال وفقًا لموضع المريض بشكل دقيق قبل العلاج وخلاله. توجد هذه التقنيات ضمن برامج الجراحة الإشعاعية التي تقدمها سايبر نايف ونوفاليس.